# Mau Mau-opstand

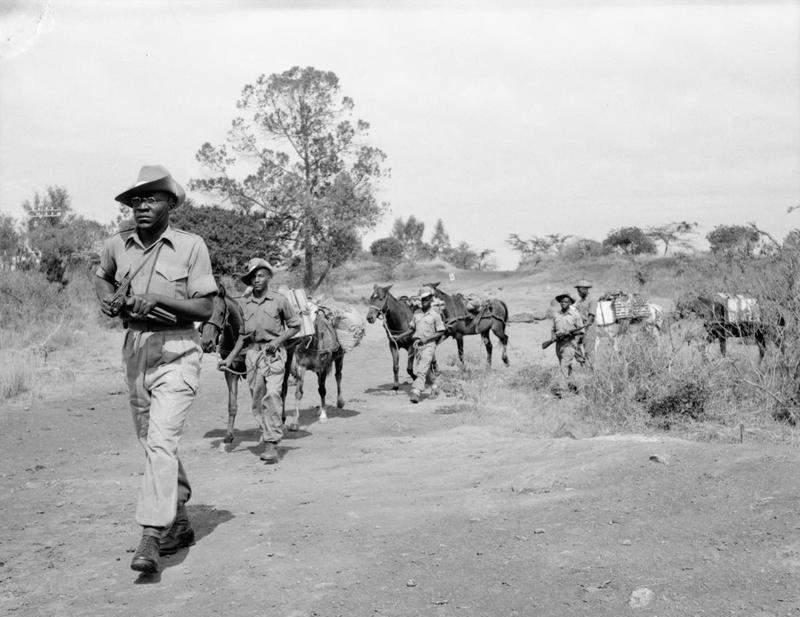
Troepen van de King's African Rifles voeren voorraad aan

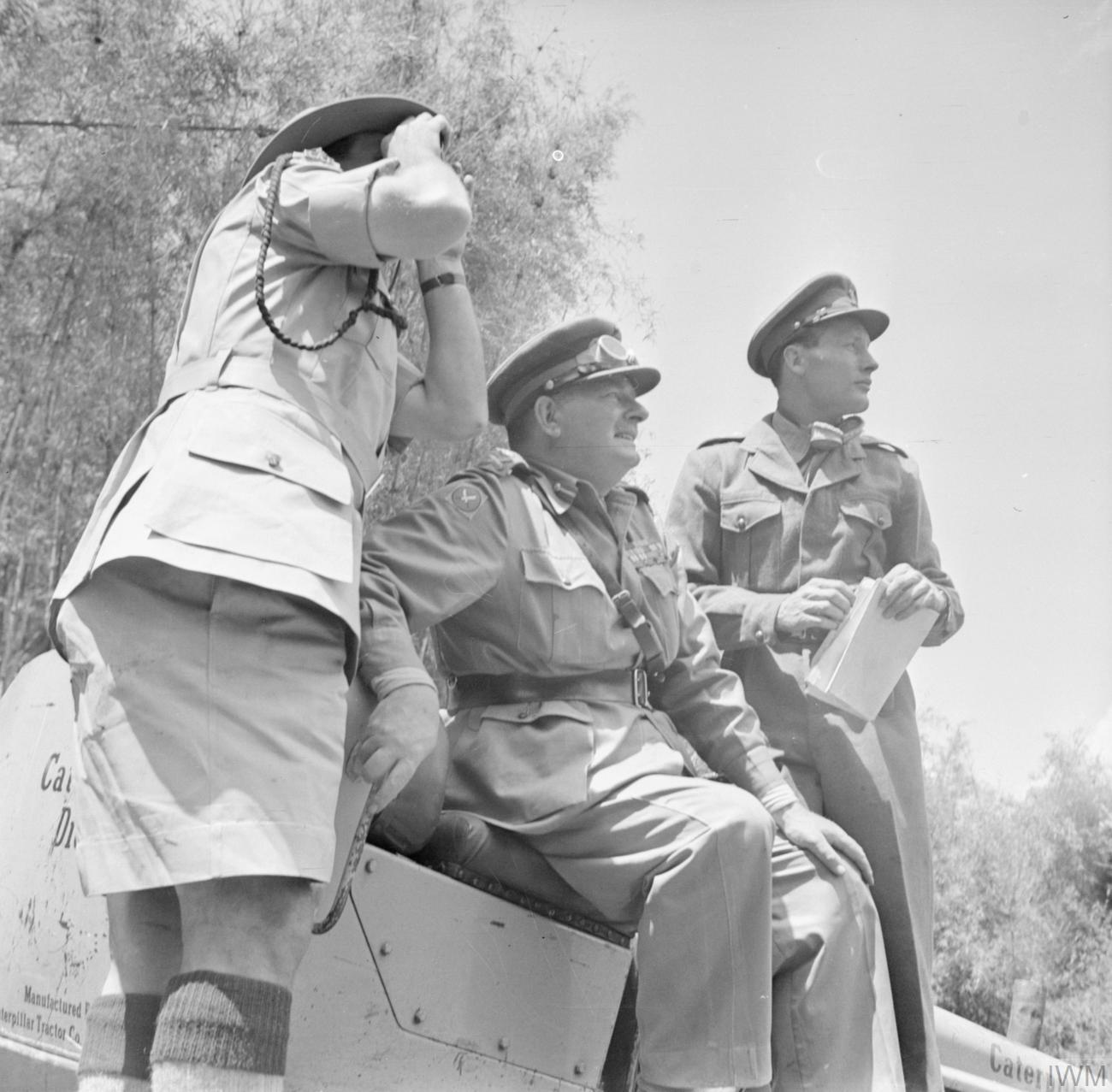
Generaal George Erskine tijdens een operatie tegen de Mau Mau

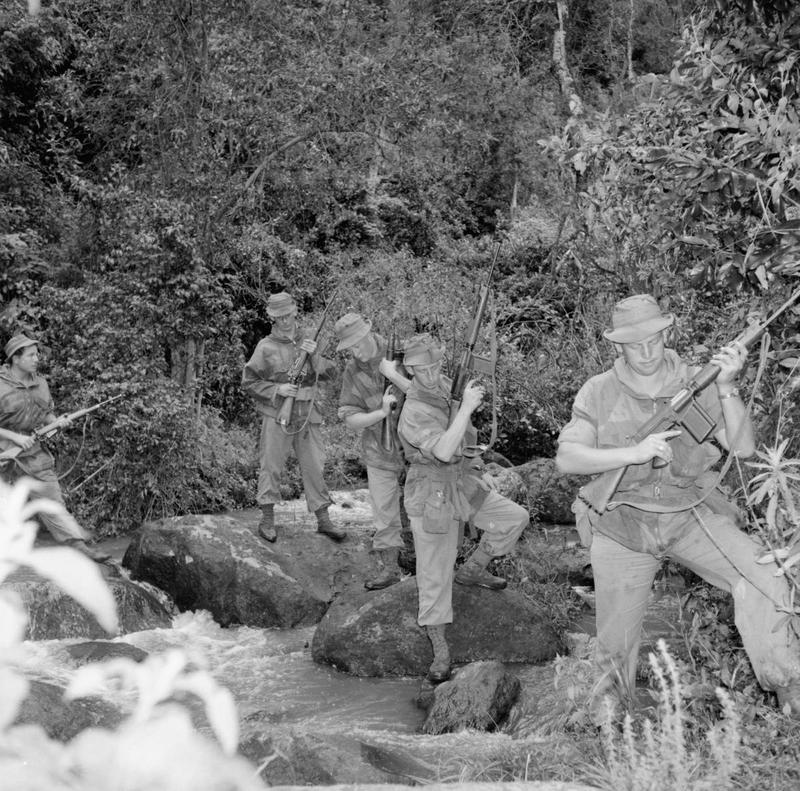
Britse troepen steken een riviertje over

De Mau Mau-opstand was een militair conflict in Kenia, tussen 1952 en 1960. De Mau Mau was een guerrillabeweging die zich richtte tegen de Britse koloniale overheersing. Een belangrijk onderdeel van de strategie was het zaaien van angst onder de grote groep blanke uit Europa afkomstige kolonisten door het plegen van gewelddadige overvallen op afgelegen boerderijen en andere 'zachte doelwitten'. Ten gevolge hiervan verliet een groot aantal blanken het land. De Mau Mau werd uiteindelijk verslagen, maar stond wel aan de basis van de Keniaanse onafhankelijkheid doordat de Britten ontmoedigd raakten.

## Geschiedenis
Waar de naam Mau Mau precies vandaan kwam, is onbekend. Uiteindelijk werd die vooral gebruikt voor een acroniem in het Swahili: "Mzungu Aende Ulaya, Mwafrika Apate Uhuru" (vertaling: "Laat de vreemdeling terug gaan naar zijn land. Laat de Afrikanen hun onafhankelijkheid verkrijgen"). Het waren vooral leden van de Kikuyu-stam die actief waren bij de beweging.
Kenia maakte sinds 1895 deel uit van het Oost-Afrikaanse Protectoraat. De Britten waren aanvankelijk geïnteresseerd in het gebied om hun machtsbasis in Brits-Indië veilig te stellen, maar ze hadden ook grote belangen in Kenia opgebouwd. Zo trokken veel Europeanen richting Kenia. Veel van hen hadden een koffieplantage. Voorheen had de lokale bevolking ook wel aan landbouw gedaan, maar vaak ging het om rondtrekkende stammen die tijdelijk gebruikmaakten van een stuk land en na verloop van tijd weer verder trokken. De nieuwe Britse heersers namen veel landbouwgrond in bezit waardoor er weinig over bleef voor de oorspronkelijke bevolking van Kenia. Verder was het voor hen verboden om koffieplanten te verbouwen, omdat de grote koffieplantagehouders weinig behoefte hadden aan deze vorm van concurrentie. Tegelijkertijd groeide de Afrikaanse bevolking hard. Dit leidde tot veel werkloosheid onder de zwarte bevolking en een massale migratie naar de steden. Diegenen die wel werk hadden, werden vaak slecht behandeld door hun Europese werkgever. In het bestuur en de volksvertegenwoordiging was nauwelijks plaats voor zwarte Afrikanen.
Door de jaren heen werd er wel verschillende keren geprotesteerd en verzet geboden vanuit de lokale bevolking, maar met weinig concrete gevolgen. De Britten waren oppermachtig. Vanaf de jaren veertig begonnen de Kenianen zich ook meer te organiseren en ontstond er een bredere nationalistische beweging. De eerste politieke partij ontstond in 1944. De roep om onafhankelijkheid leidde ertoe dat het Verenigd Koninkrijk in mei 1951 een wetgevende vergadering instelde. Daarin was plaats voor vijf Afrikaanse afgevaardigden die door de overheid aangewezen moesten worden tegenover veertien afgevaardigden van de Europese bevolking. De Europese bevolking bestond op dat moment uit dertigduizend mensen tegenover vijf miljoen Afrikanen.
Door de houding van de Britten en als gevolg van conflicten binnen de Afrikaanse gemeenschap groeide de groep militante jongeren. Zij begonnen met Europese kolonisten aan te vallen. Het eerste slachtoffer viel op 3 oktober 1952 toen bij Thika een vrouw werd doodgestoken. Een week later werd een warm voorstander van de Britse aanwezigheid in Kenia doodgeschoten. In reactie daarop riep gouverneur-generaal Evelyn Baring de noodtoestand uit. Honderdtachtig personen die ervan verdacht werden banden te hebben met de Mau Mau werden gearresteerd en verschillende van hen werden tot gevangenisstraffen veroordeeld. Onder hen was Jomo Kenyatta, later de eerste president van Kenia. Vanaf 1954 begon de Britse regering ook met economische en militaire maatregelen de rebellen te bestrijden. Tienduizenden Afrikanen werden gevangengezet, waarbij velen van hen werden gemarteld. Honderdduizenden Kikuyu werden geherhuisvest in dorpen, vaak omringd waren met prikkeldraad. Ook werd er vee in beslag genomen wanneer iemand ervan verdacht werd te sympathiseren met de Mau Mau.
De Britse maatregelen hadden weinig effect. Veel leden van de Mau Mau zochten een heenkomen in dichtbeboste gebieden waar zij moeilijk te vangen waren. Zij waren vooral actief in de Aberdares en de bossen rondom Mount Kenya. De aanvallen op blanke kolonisten gingen door. Velen van hen kwamen op bloedige wijze om het leven.
Het Verenigd Koninkrijk zond militairen naar het gebied om de opstand neer te slaan. Generaal George Erskine arriveerde in mei in de kolonie om leiding te geven aan het leger. Hij bleef continu druk zetten op de opstandelingen en breidde zijn inlichtingennetwerk uit. Ook verkregen de Britten veel informatie door de gevangenschap van Waruhiu Itote, een van de belangrijkste leiders van de rebellen. De RAF bombardeerde op grote schaal de opstandelingen: van 1953 tot 1955 werden er bijna zes miljoen bommen op de rebellen gegooid.
Tegen 1956 was de opstand goeddeels neergeslagen, ook al sudderde deze nog door tot 1960. De schattingen over het aantal omgekomen Afrikanen verschillen sterk. Waarschijnlijk lag dit rond de twintigduizend, waarvan meer dan duizend het leven verloren door de uitvoering van de hen opgelegde doodstraf. In totaal kwamen 32 Europese en 26 Aziatische inwoners om het leven. In onderlinge conflicten verloren nog bijna tweeduizend Kikuyu het leven.
Na de opstand wilde het Verenigd Koninkrijk meer goodwill creëren en kwam het tegemoet aan veel eisen van de Keniaanse bevolking. Zo vonden er landhervormingen plaats, waarbij Europese kolonisten veel van hun grond moesten afstaan. Ook kreeg de Afrikaanse bevolking in 1956 een grotere vertegenwoordiging in de wetgevende vergadering, maar nog geen meerderheid. In 1960 werd het systeem van een evenredige vertegenwoordiging ingevoerd. Dit effende de weg voor de Keniaanse onafhankelijkheid.
In 2012 werd de Britse regering aangeklaagd door oud Mau Mau-strijders. Dit leidde tot onderhandelingen en een schikking. In 2013, zestig jaar na dato, bood de Britse regering excuses aan voor de marteling van Keniaanse Mau Mau-strijders. De nog levende Mau Mau kregen schadevergoeding.

## Trivia
- In het Nero-album De Ark van Nero (1953) komen twee Afrikanen voor die behoren tot de stam van Mau-Mau, een verwijzing naar de guerrillabeweging.
- Uit Turijn (Italië) komt de band met de naam Mau Mau, die ook verwijst naar de vrijheidsstrijd van Kenia. Met een vrolijke mix van Afrikaanse en Latijnse ritmes proberen ze de acceptatie van Afrikaanse immigranten in Italië te bevorderen.
- In de film The First Grader (2010) van Justin Chadwick wordt een op ware gebeurtenissen gebaseerd verhaal verteld over een 84-jaar oude, trotse Mau Mau-veteraan in Kenia die vastbesloten is om nog te leren lezen en schrijven.